# Editorial Denes
Denes es una editorial española fundada en 1987, especializada en libros en valenciano (ensayos, diccionarios, poesía, infantil) y también en castellano. Empezó la actividad de sus ediciones con los diccionarios y las obras del lexicógrafo Francesc Ferrer Pastor, que desde el año 1956 llevó a cabo su trabajo.
A lo largo de los años se han consolidado gradualmente una serie de colecciones literarias y así la Editorial ha adquirido una implantación en el mercado y entre los lectores. Además, continua ampliando su catálogo con la incorporación de nuevos libros encaminados pedagógicamente a la enseñanza del valenciano. Su principal objetivo es satisfacer las inquietudes de cualquier tipo de lector.

## Colecciones
Entre la diversidad de sus colecciones destaca la Francesc Ferrer Pastor en el ámbito de la investigación; Estudis dedicada a trabajos de recuperación y conocimiento de los rasgos culturales y científicos valencianos; y la Bàsica, iniciada recientemente, dedicada de una manera amplia al ensayo y a la difusión de temas literarios y socioculturales desde una perspectiva valenciana.
La publicación de poesía se encuentra compilada bajo el nombre Edicions de la Guerra con medio centenar de autores de la poesía universal, clásicos y actuales. Y, en cuanto a la colección Teatre, recoge nuestros autores más notorios en catalán.
Respecto a las colecciones en castellano, cabe destacar el reciente inicio de Calabria que está separada en diversas series: Calabria periodismo, Calabria biografía, Calabria teatro, Calabria ensayo y Calabria poesía.
También cuentan con colecciones dirigidas a los lectores infantiles y juveniles como Contes de Tots, Les Nostres Tradicions, Contaralles de la Meua Terra, Les aventures de l’eriçó Costumeta, Poble a poble y Biografies, que forman un conjunto de unos sesenta títulos.
Finalmente, cabe destacar la Col·lecció Rent, una colección de literatura religiosa contemporania dirigida por Agustí Colomer Ferràndiz que comprende diferentes géneros: narrativa, poesía, ensayo, teatro, homilética y otro que pone al alcance del público un conjunto de obras sobre literatura de inspiración cristiana hecha desdel sigle XIX hasta nuestros días en valenciano. Es tracta de textos que reuneixen els valors estètics, culturals i espirituals d'uns escriptors que mostren en les seues creacions la bellesa i la profunditat d'un humanisme alhora arrelat i transcendent, segons el seu director. La col·lecció alterna escriptors de la literatura universal i autors valencians. El nombre de la colección, de resonancias evangélicas, es también un homenaje a los valencianos que crearon la asociación La Paraula Cristiana, el boletín de la cual se titulaba Rent.